# 日韓トンネル

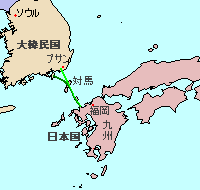
構想ルート（黄緑が至釜山、緑が至巨済島）

日韓トンネル（にっかんトンネル）は、日本の九州と韓国（朝鮮半島）を結ぶトンネル、またそのトンネルの構想。

## 概要
日本列島と朝鮮半島南部をトンネルで結ぶ構想は、第二次世界大戦前から戦時中にかけて大日本帝国が立案したことがあった。戦後は世界平和統一家庭連合（旧統一教会）の関連団体の「日韓トンネル研究会」や「国際ハイウェイ財団」、日韓海底トンネル推進議員連盟が同トンネル構想を推進している。そのほか日本の建設会社の大林組が「ユーラシア・ドライブウェイ構想」の一環として1980年代当時に実現可能であった技術で構想していた。具体的な実現性については、建設にかかる費用とそこから生み出される利便について様々な意見があり、また日韓間の費用負担比をどうするかの議論があった。
2011年1月、韓国国土海洋部は「韓日海底トンネルは経済性がない」との調査結果とともに、推進中断を明らかにしたが、その後も韓国側の政治家により建設に向けたアピールが行われることがある。
霊感商法被害救済担当弁護士連絡会事務局長の渡辺博によると、世界平和統一家庭連合による「日韓トンネル」プロジェクトは、「『日韓トンネルを造るため』という名目で多大な献金を集めるための『信者に向けたアドバルーン』」とのことで、定期的にプロジェクトを再燃させることで1981年以降に何億円単位の被害者を何人も生み出している一方で、プロジェクト実現の見込みはないとの考えを示した。

## 戦前の大東亜縦貫鉄道構想
九州と朝鮮半島を結ぶトンネルを掘る構想の原点は、1930年代に立てられた「大東亜縦貫鉄道構想」であった。これは当時日本領であった朝鮮半島の南端の釜山府（現・釜山）を起点とし、京城府（現・ソウル）を経て安東（現・丹東）から当時の満洲国領内へ入り、奉天（現・瀋陽）を経由して中華民国領内に入り、北京、南京、桂林を経て、ハノイ、サイゴン（現・ホーチミン）、プノンペン、バンコク、マレー半島を通りシンガポールに至る約10,000 kmの路線を建設する構想であった。
さらに1940年代に東京 - 下関間を結ぶ弾丸列車計画（新幹線計画の前身）が立てられた後、1942年には「東亜交通学会」が設立され、日本本土（内地）から壱岐、対馬を経て釜山へ至る海底トンネルを建設し、上記の大東亜縦貫鉄道と結んで東京 - 昭南（シンガポール）間を弾丸列車で結ぶ構想が立てられた。
日本本土側の起点は下関、博多、呼子（現・唐津市）などが考えられていた。なお、1942年4月に満鉄東京支社調査室が作成した報告書「大東亜縦貫鉄道ニ就テ」では、日本側の起点を下関としている。
実現に向けて対馬や壱岐でボーリング調査などが実施されたが、これらの計画は第二次世界大戦の終戦によりすべて頓挫した。

## 統一教会主導の戦後の構想
1980年代ごろから、韓国側で日韓トンネルを開削しようという声が一部の団体から上がった。
1981年11月、韓国のソウルで、統一教会の教祖・文鮮明が、自ら主催する第10回「科学の統一に関する国際会議」において、人類一家族実現の基盤にするために全世界を高速道路で結び、経済や文化交流を促進するとした「国際ハイウェイプロジェクト」なるものを提唱した。そして、その「国際ハイウェイ」の最初の起点となるものとして、「日韓トンネル」の建設を提案した。同会議に参加した西堀栄三郎は文鮮明の話に感銘を受け、帰国するとすぐに「日本でも日韓トンネルのプロジェクトを始めるべきだ」と主張。1982年2月9日、世界平和教授アカデミーは日韓トンネル計画に関する委員会を組織し、研究を開始した。
1982年4月、日韓トンネルの推進団体として「国際ハイウェイ建設事業団」が設立された。会長には久保木修己、理事長には梶栗玄太郎が就任した。
1983年5月24日、「日韓トンネル研究会」が東京で設立された。1993年発行の書籍には麻生太郎、古賀誠、久間章生など多数の九州の自民党有力議員が顧問として参加したとされた。これら保守政治家と反共という面でつながりのある統一教会ではこのプロジェクトのため信者に献金が奨励され、借金までして多額の献金をする者が多く出ていると、ジャーナリストの有田芳生は述べている。
1986年10月1日、佐賀県東松浦郡鎮西町（現・唐津市）名護屋で「日韓トンネル名護屋調査斜坑」の起工式が行われた。事業主体は国際ハイウェイ建設事業団。斜坑は470 mまで掘られた。調査斜坑の坑口の位置は、北緯33度31分01.62秒 東経129度52分13.06秒 / 北緯33.5171167度 東経129.8702944度である。掘削に使われた機械は2010年初頭時点でも入り口周囲に置かれたままになっている。
ルートは概ね戦前の弾丸列車計画時のものと同じで、佐賀県の東松浦半島から壱岐、対馬を経て釜山または巨済島へ至る構想であり、全長は約220 km。道路（自動車道）と鉄道（磁気浮上式鉄道か新幹線）の併設を前提にしているようである。工法については海底を掘削するのではなく、コンクリート製のケーソンを一定の深度に並べて構成する沈埋トンネル方式が提案されている。
2004年2月、日韓トンネル研究会はNPO法人となった。
2009年1月8日、「国際ハイウェイ建設事業団」の事業を継承し、「一般財団法人国際ハイウェイ財団」が新たに設立された。会長には徳野英治、理事長には梶栗玄太郎が就任した。
2017年11月28日、「日韓トンネル推進全国会議」の結成大会が東京都千代田区の海運クラブで開催。会長には元衆議院議員の宇野治が就任した。
統一教会の内部では「日韓トンネル」を「日韓ハイウェイ」とも称し、「1ミリ運動」という名で、信者へ一口5万円の献金を促している。

## ユーラシア・ドライブウェイ構想における日韓トンネル
1980年に大林組が発表したユーラシア・ドライブウェイ構想では、東松浦半島から壱岐まではこの海域に点在する加部島、加唐島、名島を結ぶ吊り橋と斜張橋を連続して建設し、総延長32 kmの橋で渡る。壱岐から対馬までは青函トンネルと同様に60 kmの海底トンネルを掘削して対馬の南端に上陸する。対馬島内は地上を縦断する。対馬から釜山までの朝鮮海峡（対馬海峡西水道）は最大水深が220 mの対馬トラフと呼ばれる海底断層帯が存在する上に地盤が軟弱であるため、海底に支持架を建設して円筒形のトンネルユニットを据え付ける海中トンネルを構想していた。なお、このトンネルは水深50 mに設置するとしていた。

## その後の動向
「日韓議員連盟」会長の竹下登元首相が自民党での検討を指示したり、羽田孜元首相も自著で「日本再生プログラム」の一環として日韓トンネル構想に言及している。
1990年に訪日した韓国の盧泰愚大統領や翌1991年に訪韓した海部俊樹首相なども推進の意向を示すなど、日韓双方で話し合われた。
1995年、国連ESCAP（アジア太平洋経済社会委員会）がアジアとヨーロッパを繋ぐ縦断鉄道建設を推進する見解を表明した。しかし、日韓トンネル構想については言及されなかった。
2000年には韓国の金大中大統領が自治体首長会議で海底トンネル建設案について肯定的な発言をしていると報じられ、同年9月の訪日の際、「日韓海底トンネル建設」の構想を日本の森喜朗首相に提唱した。
同年10月、韓国ソウルで開催された第3回アジア欧州会合（ASEM）首脳会合で、森喜朗首相が日韓トンネルの共同建設を韓国側に提案した。
2002年、韓国政府は約700万円の調査費を計上し、交通開発研究院が同年4月から技術的問題点、日韓の工事費負担割合、韓国にとっての交通・物流戦略上の価値などについて分析を進めた。
2003年2月25日には韓国の盧武鉉大統領が就任式の直後の小泉純一郎首相との首脳会談で、「北朝鮮問題が解決すれば経済界から取り上げられるだろう」との旨を語った。
同年、自民党では政党アクションプログラムの一つ「夢実現21世紀会議」（議長：麻生太郎）において実現に向けた政策提言を行なっていたが、2008年度の自民党の機構図にはこの会議は載っておらず、現在この会議が機能しているかは不明である。また、同年、自民党の外交調査会は「日韓トンネル研究会」の高橋彦治・濱建介からヒアリングを行ない、技術的には実現可能との見解を示した。
2004年8月17日には韓国の建設交通部が約100兆ウォン（約10兆円）とも見られている建設コストに見合う建設の意味はないとする報告書をまとめていたことが報じられた。同報告書について、「日韓トンネル研究会」は「経済性は十分ある」と反論している。
「日韓トンネル研究会」は同年、ソウルで開催された「第3回アジア七カ国土木会議」の会場にブースを設置し、PRビデオ上映やパンフレット配布などで海底トンネルのPR活動を行った。
2008年3月、自民党九州選出議員を中心に日韓海底トンネル推進議連が発足した。
2009年12月、韓国で李明博大統領より2020年までの国土開発基本構想が発表され、日韓トンネルの研究が盛り込まれる。完成は最短で2010年より30年後とされている。
2010年10月、福田康夫首相と韓国の李明博大統領が合意した「日韓新時代共同プロジェクト」（2009年1月合意）の共同研究の最終報告書「日韓新時代のための提言」が提出され、21項目のアジェンダ（行動計画）の1項目として、日韓海底トンネルの建設が提案された。日韓新時代共同研究プロジェクトの報告書。
2011年1月、韓国国土海洋部は日韓海底トンネルの利便とコストを比較（B/C比）の妥当性に関する韓国交通研究院の調査を受けて、経済性がないとの結果を明らかにした。
2014年7月15日には、対馬市厳原町に「日韓トンネル対馬調査斜坑」が設置され、同年9月11日にオープン式典が行われた。2015年には対馬坑口の開設を受け壱岐市芦部にて芦部調査斜坑の開発に着手。
2018年3月31日、西南学院大学の野田順康教授が、日韓トンネルの収支について試算。プロジェクト・ファイナンスの可能性を示唆した。
2021年、韓国釜山市長選挙を通じ、野党側から日韓トンネル構想が持ち出されて同国内で議論となった。トンネル建設を問うアンケートで韓国人の6割が賛成との統計が発表された。
旧統一教会の友好団体が、日韓トンネルの実現に向け、佐賀県唐津市内に広大な用地を取得していたことが、2023年1月に毎日新聞の報道で判明。信者から集めた多額の献金が、用地取得に使われた可能性が指摘されている。

## 各国当局の発表

### 韓国
2011年1月、韓国国土海洋部は、交通研究院の朝鮮半島と中国山東半島の威海をつなぐ韓中海底トンネルと、釜山から対馬・九州をつなぐ日韓海底トンネルの利便とコストを比較（B/C比）の妥当性に関する韓国交通研究院の調査を受けて、経済性がないとの結果を明らかにした。国土海洋部関係者は「今後、海底トンネルの建設をめぐる議論がなくなることを期待する」と述べた。